# ارمنستان در مسابقه آواز یوروویژن کودک ۲۰۱۹
ارمنستان در مسابقه آواز یوروویژن نوجوانان ۲۰۱۹ که در گلیویتسه، لهستان در ۲۴ نوامبر ۲۰۱۹ برگزار شد، شرکت کرد. پخش‌کننده ارمنی تلویزیون عمومی ارمنستان (ARMTV) مسئول سازمان‌دهی ورود این کشور به این مسابقه بود. کارینا ایگناتیان با ترانه «Colours of Your Dream» انتخاب شد.

## پیش‌زمینه
پیش از مسابقه ۲۰۱۹، ارمنستان از زمان اولین ورود خود در سال ۲۰۰۷، دوازده بار در مسابقه آواز یوروویژن نوجوانان شرکت کرده بود که بهترین نتیجه آن‌ها در سال ۲۰۱۰ به دست آمد، زمانی که با ترانه «Mama» که توسط ولادیمیر آرزومانیان اجرا شد، برنده شدند. ارمنستان در ادامه مسابقه آواز یوروویژن نوجوانان ۲۰۱۱ را در پایتخت خود ایروان میزبانی کرد. در مسابقه ۲۰۱۸، لِوون این کشور را در مینسک، بلاروس با ترانه «L.E.V.O.N» نمایندگی کرد. این ترانه با ۱۲۵ امتیاز در میان ۲۰ شرکت‌کننده رتبه نهم را کسب کرد.

## قبل از یوروویژن نوجوانان

### مقدماتی یوروویژن نوجوانانان ۲۰۱۹
مقدماتی یوروویژن نوجوانانان ۲۰۱۹ (ارمنی: Դեպի Մանկական Եվրատեսիլ 2019؛ «به سوی یوروویژن نوجوانان ۲۰۱۹») دومین دوره از فینال ملی دپی منکاگان اوروویژن ۲۰۱۹ بود که نماینده ورودی ارمنستان برای مسابقه آواز یوروویژن نوجوانان ۲۰۱۹ را انتخاب کرد. این رقابت در ۱۵ سپتامبر ۲۰۱۹ در استودیوهای ارمنستان ۱ در ایروان برگزار شد. ده اثر در این مسابقه شرکت کردند و برنده با ترکیبی از آراء هیئت‌داوران بین‌المللی و ارمنی و رأی عمومی تعیین شد. این برنامه از ارمنستان ۱ و به صورت آنلاین از طریق وب‌سایت پخش‌کننده 1tv.am پخش شد.

#### آثار شرکت‌کننده
دوره‌ای برای ارسال آثار از ۱۹ ژوئن ۲۰۱۹ برگزار شد. آزمون‌هایی برای انتخاب شرکت‌کنندگان نمایش زنده برگزار شد و ده فینالیست در ۳ سپتامبر ۲۰۱۹ معرفی شدند.
| هنرمند           | ترانه                              | ترانه‌نویس(ها)                                    |
| ---------------- | ---------------------------------- | ------------------------------------------------ |
| آناهیت آراکلیان  | "Chem handznvi" (Չեմ հանձնվի)      | روزان مکرتچیان، آرام مارتیکیان                   |
| آنی آتایان       | "Every Time"                       | آنی آتایان                                       |
| آنی‌شاک           | "Selfie Yerevan"                   | آرتم والتر                                       |
| آنژلا آلبرتیان   | "Khaghanq khaghagh" (Խաղանք խաղաղ) | وازگن کولویان، مریم هوهانیسیان                   |
| امیلی هوهانیسیان | "Parum enq pary" (Պարում ենք պարը) | مانه آراقیلیان، الیتا هاروتیونیان                |
| کارینا ایگناتیان | "Colours of Your Dream"            | تاراس دمچوک، اوت بارسقیان، مارگاریتا دوروشویچ    |
| نارک مارکوسیان   | "Im ergy" (Իմ երգը)                | آرمن گئورگیان، قناریک ساسونیان                   |
| روبرت باگراتیان  | "Captain Friendship"               | روبرت باگراتیان، تیمور کامیشانسکی، آرتور آقیکیان |
| روزا الویان      | "Im qaghaq" (Իմ քաղաք)             | کارن سواک، اوت بارسقیان                          |
| وارتان مارگاریان | "La La La"                         | توکیوناین، سوزان خانزادیان                       |

#### فینال
فینال ملی در ۱۵ سپتامبر ۲۰۱۹ برگزار شد. برنده از طریق ترکیبی از رأی‌گیری پیامکی (۱/۳)، هیئت‌داوران بین‌المللی بزرگسال (۱/۳) و هیئت‌داوران بین‌المللی نوجوانان (۱/۳) انتخاب شد. در پایان رویداد، کارینا ایگناتیان (ارمنی: Կարինա Իգնատյան، زادهٔ ۷ ژوئیه ۲۰۰۶) با ترانه «Colours of Your Dream» انتخاب شد. این ترانه توسط تاراس دمچوک، اوت بارسقیان و مارگاریتا دوروشویچ نوشته شده و شامل اشعاری به زبان ارمنی و انگلیسی بود.
| شماره | هنرمند           | ترانه             | داوران بزرگسال | داوران نوجوانان | رأی مردمی | رأی مردمی | مجموع | رتبه |
| شماره | هنرمند           | ترانه             | داوران بزرگسال | داوران نوجوانان | تعداد آرا | امتیاز    | مجموع | رتبه |
| ----- | ---------------- | ----------------- | -------------- | --------------- | --------- | --------- | ----- | ---- |
| ۱     | کارینا ایگناتیان | «رنگ‌های رؤیای تو» | ۴۶             | ۴۲              | ۲۰۹۱      | ۵۰        | ۱۳۸   | ۱    |
| ۲     | نارک مارکوسیان   | «ترانه من»        | ۱۶             | ۲۶              | ۵۸۹       | ۲۵        | ۶۷    | ۷    |
| ۳     | آنجلا آلبرتیان   | «بازی صلح»        | ۳۲             | ۲۳              | ۵۱۶       | ۲۰        | ۷۵    | ۵    |
| ۴     | روزا الوویان     | «شهر من»          | ۳۲             | ۳۰              | ۹۴۷       | ۳۵        | ۹۷    | ۳    |
| ۵     | رابرت باگراتیان  | «کاپیتان دوستی»   | ۳۱             | ۳۵              | ۵۰۱       | ۱۵        | ۸۱    | ۴    |
| ۶     | امیلی هوهانیسیان | «رقص می‌رقصیم»     | ۲۰             | ۱۸              | ۱۵۶       | ۵         | ۴۳    | ۱۰   |
| ۷     | آنیشاک           | «سلفی ایروان»     | ۱۲             | ۲۲              | ۷۴۱       | ۳۰        | ۶۴    | ۸    |
| ۸     | آنی آتایان       | «هر بار»          | ۱۶             | ۱۹              | ۱۲۰۱      | ۴۰        | ۷۵    | ۵    |
| ۹     | واردان مارگاریان | «لا لا لا»        | ۴۷             | ۴۳              | ۱۳۱۷      | ۴۵        | ۱۳۵   | ۲    |
| ۱۰    | آناهیت آراکلیان  | «تسلیم نمی‌شوم»    | ۲۳             | ۱۷              | ۳۷۰       | ۱۰        | ۵۰    | ۹    |

| شماره | ترانه             | لهستان | اوکراین | فرانسه | بلاروس | اسرائیل | مجموع |
| ----- | ----------------- | ------ | ------- | ------ | ------ | ------- | ----- |
| ۱     | «رنگ‌های رؤیای تو» | ۱۰     | ۱۰      | ۱۰     | ۹      | ۳       | ۴۲    |
| ۲     | «ترانه من»        | ۷      | ۴       | ۵      | ۸      | ۲       | ۲۶    |
| ۳     | «بازی صلح»        | ۵      | ۸       | ۴      | ۵      | ۱       | ۲۳    |
| ۴     | «شهر من»          | ۴      | ۹       | ۶      | ۷      | ۴       | ۳۰    |
| ۵     | «کاپیتان دوستی»   | ۹      | ۷       | ۷      | ۶      | ۶       | ۳۵    |
| ۶     | «رقص می‌رقصیم»     | ۲      | ۲       | ۸      | ۱      | ۵       | ۱۸    |
| ۷     | «سلفی ایروان»     | ۶      | ۳       | ۳      | ۲      | ۸       | ۲۲    |
| ۸     | «هر بار»          | ۱      | ۵       | ۲      | ۴      | ۷       | ۱۹    |
| ۹     | «لا لا لا»        | ۸      | ۶       | ۹      | ۱۰     | ۱۰      | ۴۳    |
| ۱۰    | «تسلیم نمی‌شوم»    | ۳      | ۱       | ۱      | ۳      | ۹       | ۱۷    |

## در یوروویژن نوجوانان
در مراسم افتتاحیه و قرعه‌کشی ترتیب اجراها که در ۱۸ نوامبر ۲۰۱۹ برگزار شد، ارمنستان برای اجرا در جایگاه پانزدهم مسابقه در تاریخ ۲۴ نوامبر ۲۰۱۹، پس از هلند و پیش از پرتغال، انتخاب شد. ویکا مارتیرُسیان سازمان‌دهنده و طراح حرکات رقص در موزیک ویدیو و اجرای صحنه‌ای بود. نماینده ارمنستان با ۱۱۵ امتیاز در جایگاه نهم قرار گرفت.

#### رأی‌گیری
همان سیستم رأی‌دهی که در دوره ۲۰۱۷ معرفی شد، در این دوره نیز استفاده شد، به‌طوری‌که نتایج از ۵۰٪ رأی‌گیری آنلاین و ۵۰٪ رأی‌گیری هیئت داوران تعیین می‌شد. هر کشور یک هیئت داوران ملی داشت که شامل سه نفر از حرفه‌ای‌های صنعت موسیقی و دو نوجوان بین ۱۰ تا ۱۵ سال بود که شهروند کشور خود بودند. رتبه‌بندی این داوران ترکیب شد تا ده رتبه برتر کلی به‌دست آید.

رأی‌گیری آنلاین شامل دو مرحله بود. مرحله اول رأی‌گیری آنلاین در تاریخ ۲۲ نوامبر ۲۰۱۹ آغاز شد، زمانی که یک بازبینی از تمام اجراهای تمرینی در وب‌سایت مسابقه Junioreurovision.tv نمایش داده شد و پس از آن بینندگان می‌توانستند رأی دهند. پس از این، رأی‌دهندگان همچنین این گزینه را داشتند که کلیپ‌های یک دقیقه‌ای طولانی‌تری از هر اجرای تمرینی شرکت‌کنندگان مشاهده کنند. این مرحله اول رأی‌گیری در تاریخ ۲۴ نوامبر ساعت ۱۵:۵۹ به‌وقت محلی پایان یافت. مرحله دوم رأی‌گیری آنلاین در طول نمایش زنده برگزار شد و درست پس از آخرین اجرا آغاز شد و به مدت ۱۵ دقیقه باز بود. بینندگان بین‌المللی قادر بودند برای حداقل سه و حداکثر پنج آهنگ رأی دهند. آنها همچنین می‌توانستند برای آهنگ کشور خود رأی دهند. سپس این رأی‌ها به امتیازهایی تبدیل می‌شد که بر اساس درصد رأی‌های دریافتی تعیین می‌شد. به‌عنوان مثال، اگر یک آهنگ ۱۰٪ از رأی‌ها را دریافت می‌کرد، ۱۰٪ از امتیازات موجود را دریافت می‌کرد.
| امتیاز                                       | کشور                     |
| -------------------------------------------- | ------------------------ |
| ۱۲ امتیاز                                    |                          |
| ۱۰ امتیاز                                    | روسیه                    |
| ۸ امتیاز                                     | استرالیا                 |
| ۷ امتیاز                                     | - گرجستان - اسپانیا      |
| ۶ امتیاز                                     | - آلبانی - مقدونیه شمالی |
| ۵ امتیاز                                     | - فرانسه - قزاقستان      |
| ۴ امتیاز                                     | - پرتغال - اوکراین       |
| ۳ امتیاز                                     | - بلاروس - لهستان        |
| ۲ امتیاز                                     | مالت                     |
| ۱ امتیاز                                     |                          |
| ارمنستان ۴۵ امتیاز از رأی آنلاین دریافت کرد. |                          |

| امتیاز    | کشور          |
| --------- | ------------- |
| ۱۲ امتیاز | هلند          |
| ۱۰ امتیاز | روسیه         |
| ۸ امتیاز  | گرجستان       |
| ۷ امتیاز  | اوکراین       |
| ۶ امتیاز  | بلاروس        |
| ۵ امتیاز  | استرالیا      |
| ۴ امتیاز  | قزاقستان      |
| ۳ امتیاز  | مقدونیه شمالی |
| ۲ امتیاز  | ایتالیا       |
| ۱ امتیاز  | فرانسه        |

#### جزئیات نتایج رأی‌گیری
| جایگاه | کشور          | داور الف | داور ب | داور ج | داور د | داور ه | میانگین رتبه | امتیاز اعطا شده |
| ------ | ------------- | -------- | ------ | ------ | ------ | ------ | ------------ | --------------- |
| ۰۱     | استرالیا      | ۷        | ۴      | ۴      | ۷      | ۷      | ۶            | ۵               |
| ۰۲     | فرانسه        | ۴        | ۱۳     | ۱۴     | ۸      | ۱۶     | ۱۰           | ۱               |
| ۰۳     | روسیه         | ۲        | ۲      | ۲      | ۱      | ۵      | ۲            | ۱۰              |
| ۰۴     | مقدونیه شمالی | ۱۰       | ۸      | ۱۰     | ۵      | ۸      | ۸            | ۳               |
| ۰۵     | اسپانیا       | ۱۳       | ۱۵     | ۱۸     | ۹      | ۱۸     | ۱۶           |                 |
| ۰۶     | گرجستان       | ۳        | ۱      | ۱      | ۶      | ۲      | ۳            | ۸               |
| ۰۷     | بلاروس        | ۹        | ۷      | ۹      | ۳      | ۳      | ۵            | ۶               |
| ۰۸     | مالت          | ۱۶       | ۱۱     | ۱۳     | ۱۰     | ۱۱     | ۱۳           |                 |
| ۰۹     | ولز           | ۱۷       | ۹      | ۱۵     | ۱۲     | ۹      | ۱۲           |                 |
| ۱۰     | قزاقستان      | ۵        | ۵      | ۵      | ۱۳     | ۱۷     | ۷            | ۴               |
| ۱۱     | لهستان        | ۱۲       | ۱۲     | ۱۲     | ۱۱     | ۱۵     | ۱۵           |                 |
| ۱۲     | جمهوری ایرلند | ۱۱       | ۱۴     | ۱۱     | ۱۴     | ۱۲     | ۱۴           |                 |
| ۱۳     | اوکراین       | ۶        | ۶      | ۸      | ۴      | ۴      | ۴            | ۷               |
| ۱۴     | هلند          | ۱        | ۳      | ۳      | ۲      | ۱      | ۱            | ۱۲              |
| ۱۵     | ارمنستان      |          |        |        |        |        |              |                 |
| ۱۶     | پرتغال        | ۱۸       | ۱۷     | ۱۶     | ۱۸     | ۱۳     | ۱۸           |                 |
| ۱۷     | ایتالیا       | ۸        | ۱۰     | ۷      | ۱۷     | ۶      | ۹            | ۲               |
| ۱۸     | آلبانی        | ۱۵       | ۱۸     | ۱۷     | ۱۶     | ۱۴     | ۱۷           |                 |
| ۱۹     | صربستان       | ۱۴       | ۱۶     | ۶      | ۱۵     | ۱۰     | ۱۱           |                 |